# Hermann zu Hohenlohe-Langenburg

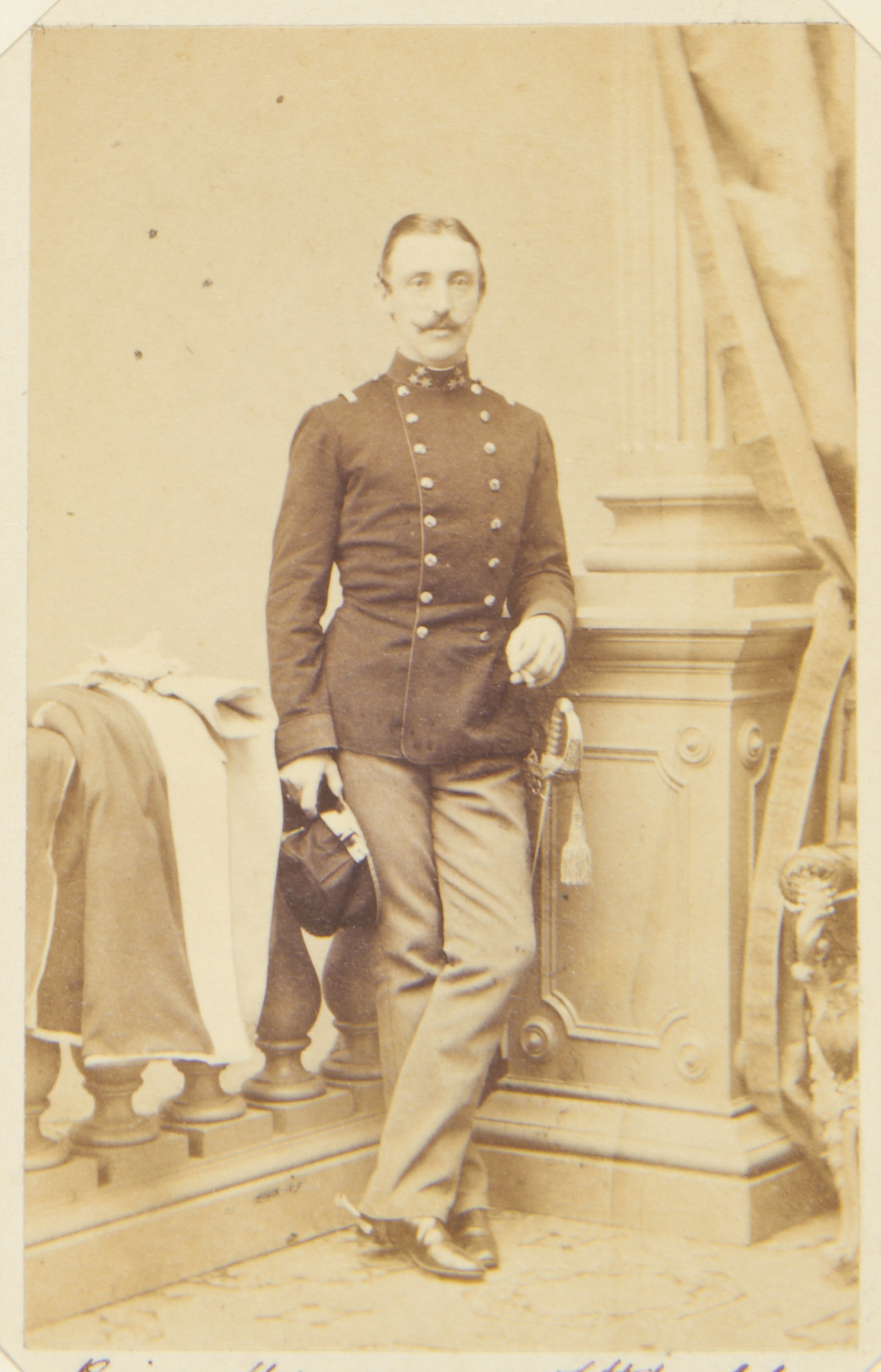
Hermann zu Hohenlohe-Langenburg

Hermann Ernst Franz Bernhard Fürst zu Hohenlohe-Langenburg (Langenburg in Württemberg, 31 augustus 1832 - aldaar, 9 maart 1913), graaf von Gleichen, was een Duits militair en staatsman.

## Leven
Na een rechtenstudie in Berlijn nam hij dienst in het leger van Württemberg en in 1854 in dat van Oostenrijk. In de Sardijnse Oorlog van 1859 maakte hij de Oostenrijkse veldtocht tegen Frankrijk mee. Hij nam na de dood van zijn vader in 1860 het bestuur van de familiegoederen op zich en werd erfelijk lid van de Württembergse Eerste Kamer. In 1862 werd hij generaal in het leger van Baden, in welke functie hij de Frans-Duitse Oorlog van 1870 meemaakte. In 1871 werd hij lid van de Rijksdag, in 1878 2e vicepresident.
Hij richtte in 1882 de Deutsche Kolonialverein op, die tot doel had bij het volk de interesse in Duits kolonialisme te wekken en die in 1887 opging in de Deutsche Kolonialgesellschaft. Zijn functie als voorzitter daarvan legde hij neer toen hij in 1894 als opvolger van zijn oom Chlodwig zu Hohenlohe-Schillingsfürst tot rijksstadhouder van Elzas-Lotharingen werd benoemd, welk ambt hij tot 1907 bekleedde. Uit erkentelijkheid voor zijn koloniale werk werd hij tot erepresident van de vereniging in Anerkennung der unvergänglichen Verdienste des Fürsten um die koloniale Sache benoemd. Hij stierf op 9 maart 1913.

## Huwelijk en kinderen
Prins Hohenlohe was sinds 24 september 1862 gehuwd met prinses Leopoldine van Baden (1837-1903), kleindochter van groothertog Karel Frederik. Uit dit huwelijk werden drie kinderen geboren:
- Ernst Wilhelm Friedrich Carl Maximilian (1863-1950), gehuwd met Alexandra, dochter van Alfred, hertog van Saksen-Coburg en Gotha, en van 1900 tot 1905 regent van dat land
- Elise (1864-1929); gehuwd met Hendrik XXVII, vorst van Reuss jongere linie
- Feodora (1866-1932), gehuwd met Emich zu Leiningen

- Gemeinsame Normdatei: 116954884
- International Standard Name Identifier: 0000 0000 2138 733X
- Système universitaire de documentation: 192878530
- Virtual International Authority File: 47527105
- WorldCat: E39PBJhX6YBJW4V8RjqQvPkxDq